# PWI Comeback of the Year
Le PWI Comeback of the Year Award, remis chaque année depuis 1992 par le magazine de catch Pro Wrestling Illustrated, reconnait le retour de l'année.

## Palmarès
| Année | Gagnant                         | Finaliste                                           | Troisième       | Quatrième                                 |
| ----- | ------------------------------- | --------------------------------------------------- | --------------- | ----------------------------------------- |
| 1992  | The Ultimate Warrior            | Bob Backlund                                        | The Sheik       | The Junkyard Dog                          |
| 1993  | Lex Luger                       | Brutus Beefcake                                     | Ric Flair       | Paul Roma                                 |
| 1994  | Hulk Hogan                      | Bob Backlund                                        | The Undertaker  | Alundra Blayze                            |
| 1995  | Randy Savage                    | The Heavenly Bodies (Tom Prichard et Jimmy Del Ray) | Savio Vega      | The Ultimate Warrior                      |
| 1996  | Sycho Sid                       | Jake Roberts                                        | Faarooq         | Road Warrior Animal                       |
| 1997  | Bret Hart                       | Curt Hennig                                         | Brian Pillman   | Ric Flair                                 |
| 1998  | X-Pac                           | Sting                                               | Dean Malenko    | The Ultimate Warrior                      |
| 1999  | Eddie Guerrero                  | Buff Bagwell                                        | Curt Hennig     | Michael Hayes                             |
| 2000  | Rikishi Phatu                   | Dusty Rhodes                                        | The Undertaker  | Vince McMahon                             |
| 2001  | Rob Van Dam                     | Steve Austin                                        | Booker T        | Scott Hall                                |
| 2002  | Hulk Hogan                      | Eddie Guerrero                                      | Chris Benoit    | Ron Killings                              |
| 2003  | Kurt Angle                      | Goldberg                                            | Raven           | Ultimo Dragon                             |
| 2004  | Edge                            | Jeff Hardy                                          | William Regal   | Chavo Guerrero Sr.                        |
| 2005  | Road Warrior Animal             | Matt Hardy                                          | Raven           | Hulk Hogan                                |
| 2006  | Sting                           | Sabu                                                | Jeff Hardy      | Finlay                                    |
| 2007  | Jeff Hardy                      | Triple H                                            | Rey Mysterio    | The Steiner Brothers (Rick et Scott)      |
| 2008  | Chris Jericho                   | Jeff Jarrett                                        | William Regal   | Sheik Abdul Bashir                        |
| 2009  | Jerry Lynn                      | Ricky Steamboat                                     | The Undertaker  | Mick Foley                                |
| 2010  | Rob Van Dam                     | Kane                                                | Edge            | Jeff Hardy                                |
| 2011  | Sting                           | Mark Henry                                          | Austin Aries    | Montel Vontavious Porter                  |
| 2012  | Jeff Hardy                      | The Rock                                            | Brock Lesnar    | Layla                                     |
| 2013  | Goldust                         | Chris Sabin                                         | Jerry Lawler    | The Bella Twins                           |
| 2014  | Sting                           | Bobby Lashley                                       | Batista         | New Age Outlaws (Road Dogg et Billy Gunn) |
| 2015  | The Undertaker                  | Sheamus                                             | Roderick Strong | Daniel Bryan                              |
| 2016  | Goldberg                        | Seth Rollins                                        | Chris Jericho   | Matt Hardy                                |
| 2017  | The Hardys (Jeff et Matt Hardy) | Finn Bálor                                          | Mickie James    | Shelton Benjamin                          |
| 2018  | Daniel Bryan                    | Drew McIntyre                                       | PCO             | Shawn Michaels                            |
| 2019  | Roman Reigns                    | Bray Wyatt                                          | Dustin Rhodes   | Sasha Banks                               |
| 2020  | MVP                             | Randy Orton                                         | Eric Young      | Asuka                                     |
| 2021  | CM Punk                         | Sting                                               | Christian Cage  | Becky Lynch                               |
| 2022  | Taya Valkyrie                   | Bayley                                              | Johnny Gargano  | Alexa Bliss                               |
| 2023  | Trinity                         | Saraya                                              | Adam Cole       | Trish Stratus                             |

## Sources
1. ↑  (en-US) « PWI ACHIEVEMENT AWARDS – PWI Pro Wrestling Illustrated », 2 août 2023 (consulté le 4 août 2023)
2. ↑  (en) « PWI Achievement Awards: Comeback », Pro Wrestling Illustrated, 6 janvier 2011 (consulté le 7 janvier 2011)
3. ↑  (en-US) « ACHIEVEMENT 2023: PWI AWARDS, Year In Review – PWI Pro Wrestling Illustrated », 6 mai 2024 (consulté le 19 mai 2024)